# Jüdischer Friedhof (Beelen)

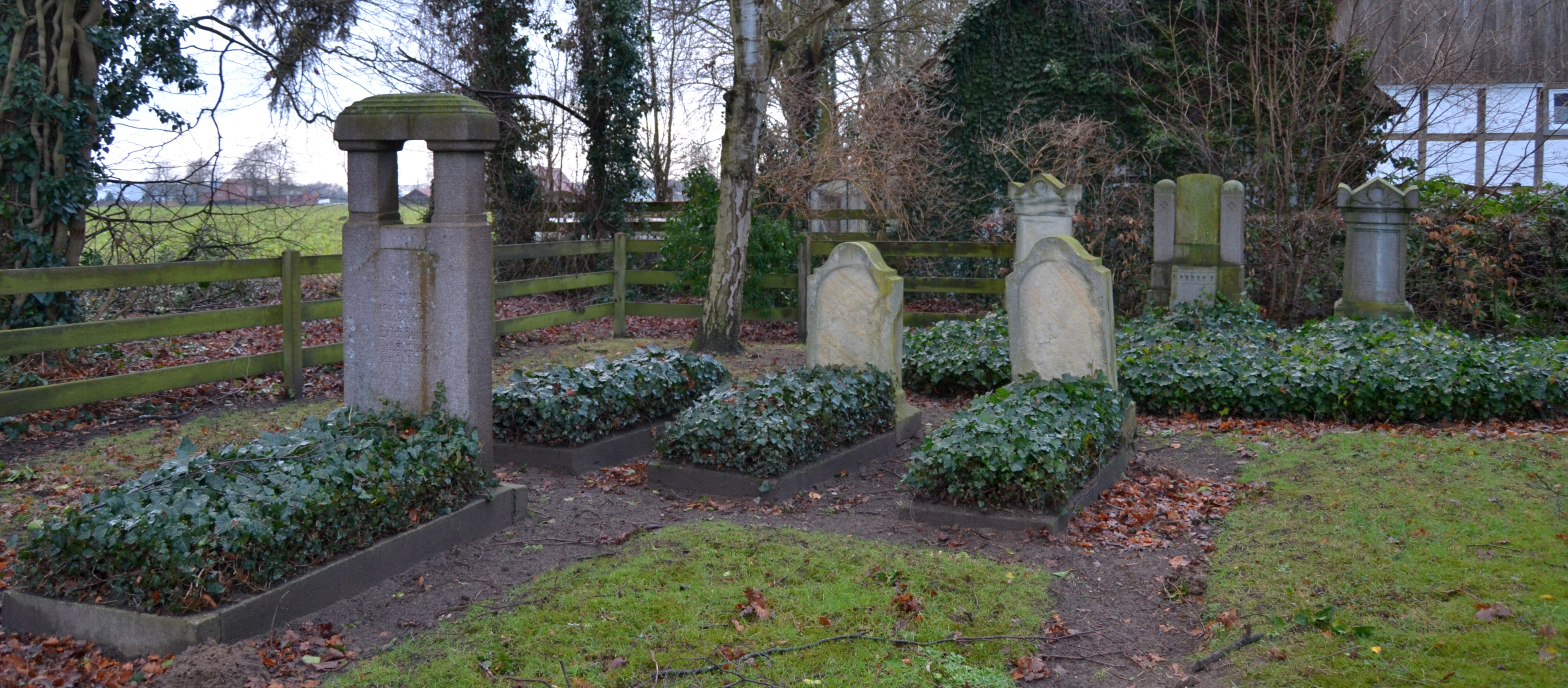
Der jüdische Friedhof in Beelen

Der Jüdische Friedhof Beelen befindet sich in der Gemeinde Beelen im Kreis Warendorf in Nordrhein-Westfalen. Als jüdischer Friedhof ist er ein Baudenkmal und unter der Denkmalnummer 7 in der Denkmalliste eingetragen. Er wurde von 1827 bis 1934 belegt.
Auf dem Friedhof an der Neumühlenstraße sind 6 Grabsteine erhalten. 